# King George VI and Queen Elizabeth Stakes

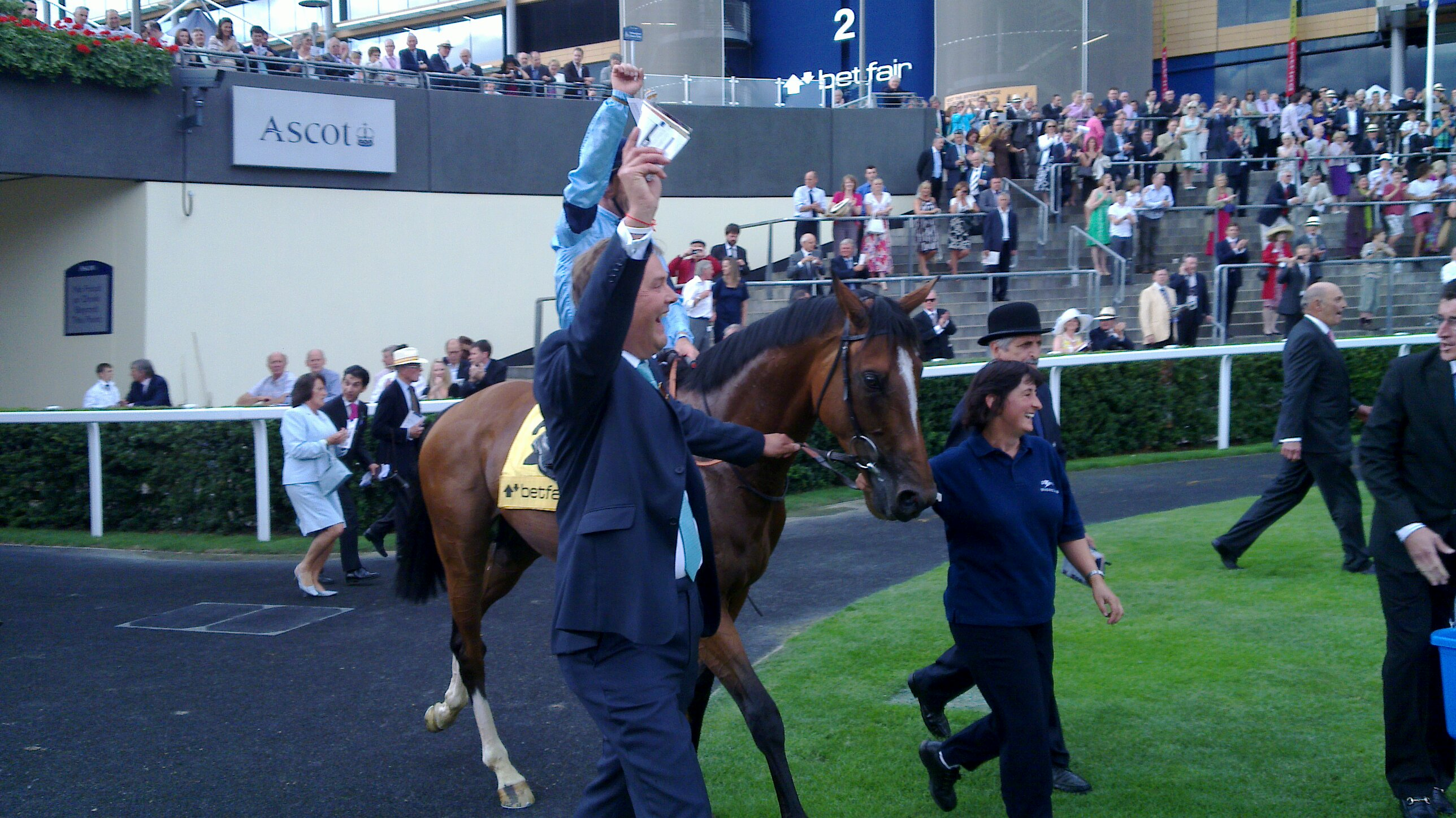
Harbinger, geritten von Olivier Peslier, angeführt von Harry Herbert, nach dem Gewinn 2010

Die King George VI and Queen Elizabeth Stakes, auch kurz King George genannt, sind ein Galopprennen über 1,5 Meilen (2414 Meter) für 3-jährige und ältere Rennpferde. Seit 1951 wird es alljährlich im Juli in der britischen Galoppsportmetropole Ascot ausgetragen. Mit einer Dotierung von gegenwärtig 1,25 Mio. Pfund ist das Gruppe I-Rennen nach dem Derby in Epsom und den ebenfalls in Ascot ausgetragenen Champion Stakes das dritthöchstdotierte Rennen in England. Nach dem im Oktober ausgetragenen Prix de l’Arc de Triomphe ist es das bedeutendste Galopprennen in Europa und wird deshalb oft auch als Sommer-Arc bezeichnet.
Bis 2012 war der 5. Platz des Erlenhofers Orsini aus dem Jahre 1959 die beste Platzierung eines deutschen Pferdes im King George. 2012 gewann dann mit der Stute Danedream zum ersten Mal ein deutsches Pferd das prestigeträchtige Rennen. Dem folgte im Jahr darauf gleich der zweite deutsche Erfolg mit dem Monsun-Sohn Novellist, der das Rennen überlegen mit fünf Längen Vorsprung gewann und dabei den Bahnrekord von Harbinger aus dem Jahre 2010 um über zwei Sekunden unterbot. 2022 erzielte dann Torquator Tasso mit einem zweiten Platz das bislang drittbeste deutsche Resultat. 2024 gewann der zwar in Deutschland gezogene und in deutschem Besitz stehende, aber in Frankreich trainierte Adlerflug-Sohn Goliath das Rennen. 2006 gewann mit dem vom Gestüt Ammerland aus einer Surumu-Tochter gezogenen Hurricane Run zum ersten Mal ein in Deutschland gezogenes Pferd das King George Rennen. Der Hengst wurde jedoch ein Jahr vorher an Coolmore Mitbesitzer Michael Tabor verkauft.

## Sieger
| Jahr | Sieger            | Alter | Jockey               | Trainer                       | Besitzer                                   | Zeit    |
| ---- | ----------------- | ----- | -------------------- | ----------------------------- | ------------------------------------------ | ------- |
| 1951 | Supreme Court     | 3     | Charlie Elliott      | Evan Williams                 | Vera Lilley                                | 2:29.40 |
| 1952 | Tulyar            | 3     | Charlie Smirke       | Marcus Marsh                  | Aga Khan III                               | 2:33.00 |
| 1953 | Pinza             | 3     | Sir Gordon Richards  | Norman Bertie                 | Sir Victor Sassoon                         | 2:34.00 |
| 1954 | Aureole           | 4     | Eph Smith            | Cecil Boyd-Rochfort           | Queen Elizabeth II                         | 2:44.00 |
| 1955 | Vimy              | 3     | Roger Poincelet      | Alec Head                     | Pierre Wertheimer                          | 2:33.76 |
| 1956 | Ribot             | 4     | Enrico Camici        | Ugo Penco                     | Mario della Rocchetta                      | 2:40.24 |
| 1957 | Montaval          | 4     | Freddie Palmer       | Georges Bridgland             | Ralph B. Strassburger                      | 2:41.02 |
| 1958 | Ballymoss         | 4     | Scobie Breasley      | Vincent O'Brien               | John McShain                               | 2:36.33 |
| 1959 | Alcide            | 4     | Harry Carr           | Cecil Boyd-Rochfort           | Sir Humphrey de Trafford                   | 2:31.39 |
| 1960 | Aggressor         | 5     | Jimmy Lindley        | Towser Gosden                 | Sir Harold Wernher                         | 2:35.21 |
| 1961 | Right Royal       | 3     | Roger Poincelet      | Etienne Pollet                | Elisabeth Couturié                         | 2:40.34 |
| 1962 | Match             | 4     | Yves Saint-Martin    | François Mathet               | François Dupré                             | 2:32.02 |
| 1963 | Ragusa            | 3     | Garnie Bougoure      | Paddy Prendergast             | Jim Mullion                                | 2:33.80 |
| 1964 | Nasram            | 4     | Bill Pyers           | Ernie Fellows                 | Mrs Howell Jackson                         | 2:33.15 |
| 1965 | Meadow Court      | 3     | Lester Piggott       | Paddy Prendergast             | Max Bell / Frank McMahon / Bing Crosby     | 2:33.27 |
| 1966 | Aunt Edith        | 4     | Lester Piggott       | Noel Murless                  | John Hornung                               | 2:35.06 |
| 1967 | Busted            | 4     | George Moore         | Noel Murless                  | Stanhope Joel                              | 2:33.64 |
| 1968 | Royal Palace      | 4     | Sandy Barclay        | Noel Murless                  | Jim Joel                                   | 2:33.22 |
| 1969 | Park Top          | 5     | Lester Piggott       | Bernard van Cutsem            | 11th Duke of Devonshire                    | 2:32.46 |
| 1970 | Nijinsky II       | 3     | Lester Piggott       | Vincent O'Brien               | Charles Engelhard                          | 2:36.16 |
| 1971 | Mill Reef         | 3     | Geoff Lewis          | Ian Balding                   | Paul Mellon                                | 2:32.56 |
| 1972 | Brigadier Gerard  | 4     | Joe Mercer           | Dick Hern                     | Jean Hislop                                | 2:32.91 |
| 1973 | Dahlia            | 3     | Bill Pyers           | Maurice Zilber                | Nelson Bunker Hunt                         | 2:30.43 |
| 1974 | Dahlia            | 4     | Lester Piggott       | Maurice Zilber                | Nelson Bunker Hunt                         | 2:33.03 |
| 1975 | Grundy            | 3     | Pat Eddery           | Peter Walwyn                  | Carlo Vittadini                            | 2:26.98 |
| 1976 | Pawneese          | 3     | Yves Saint-Martin    | Angel Penna, Sr.              | Daniel Wildenstein                         | 2:29.36 |
| 1977 | The Minstrel      | 3     | Lester Piggott       | Vincent O'Brien               | Robert Sangster                            | 2:30.48 |
| 1978 | Ile de Bourbon    | 3     | John Reid            | F. Johnson Houghton           | David McCall                               | 2:30.53 |
| 1979 | Troy              | 3     | Willie Carson        | Dick Hern                     | Sobell / Arnold Weinstock                  | 2:33.75 |
| 1980 | Ela-Mana-Mou      | 4     | Willie Carson        | Dick Hern                     | Simon Weinstock                            | 2:35.39 |
| 1981 | Shergar           | 3     | Walter Swinburn      | Michael Stoute                | Karim Aga Khan IV.                         | 2:35.40 |
| 1982 | Kalaglow          | 4     | Greville Starkey     | Guy Harwood                   | Tony Ward                                  | 2:31.88 |
| 1983 | Time Charter      | 4     | Joe Mercer           | Henry Candy                   | Robert Barnett                             | 2:30.79 |
| 1984 | Teenoso           | 4     | Lester Piggott       | Geoff Wragg                   | Eric Moller                                | 2:27.95 |
| 1985 | Petoski           | 3     | Willie Carson        | Dick Hern                     | Lady Beaverbrook                           | 2:27.61 |
| 1986 | Dancing Brave     | 3     | Pat Eddery           | Guy Harwood                   | Khalid Abdullah                            | 2:29.49 |
| 1987 | Reference Point   | 3     | Steve Cauthen        | Henry Cecil                   | Louis Freedman                             | 2:34.63 |
| 1988 | Mtoto             | 5     | Michael Roberts      | Alec Stewart                  | Ahmed Al Maktoum                           | 2:37.33 |
| 1989 | Nashwan           | 3     | Willie Carson        | Dick Hern                     | Hamdan Al Maktoum                          | 2:32.27 |
| 1990 | Belmez            | 3     | Michael Kinane       | Henry Cecil                   | Sheikh Mohammed                            | 2:30.76 |
| 1991 | Generous          | 3     | Alan Munro           | Paul Cole                     | Prince Fahd bin Salman                     | 2:28.99 |
| 1992 | St Jovite         | 3     | Stephen Craine       | Jim Bolger                    | Virginia Kraft Payson                      | 2:30.85 |
| 1993 | Opera House       | 5     | Michael Roberts      | Michael Stoute                | Sheikh Mohammed                            | 2:33.94 |
| 1994 | King's Theatre    | 3     | Michael Kinane       | Henry Cecil                   | Sheikh Moh'd / Michael Poland              | 2:28.92 |
| 1995 | Lammtarra         | 3     | Frankie Dettori      | Saeed bin Suroor              | Saeed bin M. Al Maktoum                    | 2:31.01 |
| 1996 | Pentire           | 4     | Michael Hills        | Geoff Wragg                   | Mollers Racing                             | 2:28.11 |
| 1997 | Swain             | 5     | John Reid            | Saeed bin Suroor              | Godolphin                                  | 2:36.45 |
| 1998 | Swain             | 6     | Frankie Dettori      | Saeed bin Suroor              | Godolphin                                  | 2:29.06 |
| 1999 | Daylami           | 5     | Frankie Dettori      | Saeed bin Suroor              | Godolphin                                  | 2:29.35 |
| 2000 | Montjeu           | 4     | Michael Kinane       | John Hammond                  | Michael Tabor                              | 2:29.98 |
| 2001 | Galileo           | 3     | Michael Kinane       | Aidan O'Brien                 | Magnier / Michael Tabor                    | 2:27.71 |
| 2002 | Golan             | 4     | Kieren Fallon        | Sir Michael Stoute            | Exors of Arnold Weinstock                  | 2:29.70 |
| 2003 | Alamshar          | 3     | Johnny Murtagh       | John Oxx                      | Karim Aga Khan IV.                         | 2:33.26 |
| 2004 | Doyen             | 4     | Frankie Dettori      | Saeed bin Suroor              | Godolphin                                  | 2:33.18 |
| 2005 | Azamour           | 4     | Michael Kinane       | John Oxx                      | Karim Aga Khan IV.                         | 2:28.26 |
| 2006 | Hurricane Run     | 4     | Christophe Soumillon | André Fabre                   | Michael Tabor                              | 2:30.29 |
| 2007 | Dylan Thomas      | 4     | Johnny Murtagh       | Aidan O'Brien                 | Magnier / Michael Tabor                    | 2:31.11 |
| 2008 | Duke of Marmalade | 4     | Johnny Murtagh       | Aidan O'Brien                 | Magnier / Michael Tabor                    | 2:27.91 |
| 2009 | Conduit           | 4     | Ryan Moore           | Sir Michael Stoute            | Ballymacoll Stud                           | 2:28.73 |
| 2010 | Harbinger         | 4     | Olivier Peslier      | Sir Michael Stoute            | Highclere "Admiral Rous"                   | 2:26.78 |
| 2011 | Nathaniel         | 3     | William Buick        | John Gosden                   | Lady Rothschild                            | 2:35.07 |
| 2012 | Danedream         | 4     | Andrasch Starke      | Peter Schiergen               | Gestüt Burg Eberstein / Teruya Yoshida     | 2:31.62 |
| 2013 | Novellist         | 4     | Johnny Murtagh       | Andreas Wöhler                | Christoph Berglar                          | 2:24.60 |
| 2014 | Taghrooda         | 3     | Paul Hanagan         | John Gosden                   | Hamdan Al Maktoum                          | 2:28,13 |
| 2015 | Postponed         | 4     | Andrea Atzeni        | Luca Cumani                   | Mohammed Obaid Al Maktoum                  | 2:31.25 |
| 2016 | Highland Reel     | 5     | Ryan Moore           | Aidan O'Brien                 | Derrick Smith, John Magnier, Michael Tabor | 2:28,97 |
| 2017 | Enable            | 3     | Frankie Dettori      | John Gosden                   | Khalid Abdullah                            | 2:36,22 |
| 2018 | Poet's Word       | 5     | James Doyle          | Michael Stoute                | Saeed Suhail                               | 2:25.84 |
| 2019 | Enable            | 5     | Frankie Dettori      | John Gosden                   | Khalid Abdullah                            | 2:32.42 |
| 2020 | Enable            | 6     | Frankie Dettori      | John Gosden                   | Khalid Abdullah                            | 2:28.92 |
| 2021 | Adayar            | 3     | William Buick        | Charlie Appleby               | Godolphin                                  | 2:26.54 |
| 2022 | Pyledriver        | 5     | P. J. McDonald       | William Muir & Chris Grassick | La Pyle Partnership                        | 2:29.49 |
| 2023 | Hukum             | 6     | Jim Crowley          | Owen Burrows                  | Shadwell Racing                            | 2:33.95 |
| 2024 | Goliath           | 4     | Christophe Soumillon | Francis-Henri Graffard        | Philip Baron Von Ullmann                   | 2:27.43 |